# Hans Erich Bogatzky
Hans Erich Bogatzky (Berlino, 12 giugno 1927 – Berlino, 27 gennaio 2009) è stato un architetto tedesco.
La sua attività si concentrò principalmente sull'architettura degli interni.

L'Hotel Park Inn in Alexanderplatz a Berlino, progettato da un collettivo composto,fra gli altri, dagli architetti Roland Korn, Heinz Scharlip e Hans Erich Bogatzky.

## Biografia
Hans Bogatzky nacque a Berlino nel 1927. Dopo un apprendistato da falegname, frequentò la Berliner Meisterschule für Tischler und Innenarchitektur, al fine di ottenere la specializzazione sia nella lavorazione del legno che nell'architettura degli interni. Dopo aver lavorato per un breve periodo come allestitore di mostre, entrò negli uffici della VEB (Z) Projektierung della capitale. Il suo primo incarico di rilievo venne ricoperto nel 1958, con la ricostruzione dell'ala orientale della Humboldt-Universität, incluso l'Auditorium Maximum. Successivamente si occupò della ricostruzione ed allestimento del celebre Altes Museum.
Nel 1961 l'architetto fu contattato da Roland Korn, direttore del collettivo per la costruzione degli edifici statali, responsabile della realizzazione degli interni di questi ultimi.
Dal 1965 al 1970 Bogatzky fu nuovamente architetto responsabile, sotto la direzione di Korns, degli interni per il progetto "Hotel Stadt Berlin" e dal 1968 anche per la "Haus des Reisens" sull'Alexanderplatz,  realizzata entro il 1971. Il suo ultimo progetto significativo fu l'allestimento della grande sala delle feste e degli uffici del Politbüro nell'ex edificio della Reichsbank.
Nel 1976 Hans Bogatzky si trasferì nell'Istituto per gli edifici di residenza e uffici dell'Accademia edilizia della DDR. Qui si occupò principalmente di edilizia sperimentale e di direttive di standardizzazione. 
Parallelamente a questo si impegnò della BdA, che nel 1983 lo chiamò come direttore del Gruppo centrale specializzato in ristrutturazioni/allestimenti interni. Nel 1990 Hans Bogatzky andò in quiescenza con lo sviluppo dell'Accademia edilizia.

## Opere
- Costruzione degli interni dell'ala orientale dell'Università Humboldt di Berlino, 1958-1959
- Costruzione degli interni dell'Altes Museum a Berlino, 1959-1961
- Costruzione dello Staatsratsgebäude (Edificio del Consiglio di Stato), 1961-1964
- Costruzione dell'Hotel "Stadt Berlin", oggi Hotel Park Inn Berlin, 1965-1970
- Costruzione degli interni degli ZK-Gebäude del Partito Socialista Unificato di Germania a Berlino, 1974-1975